# Plogging

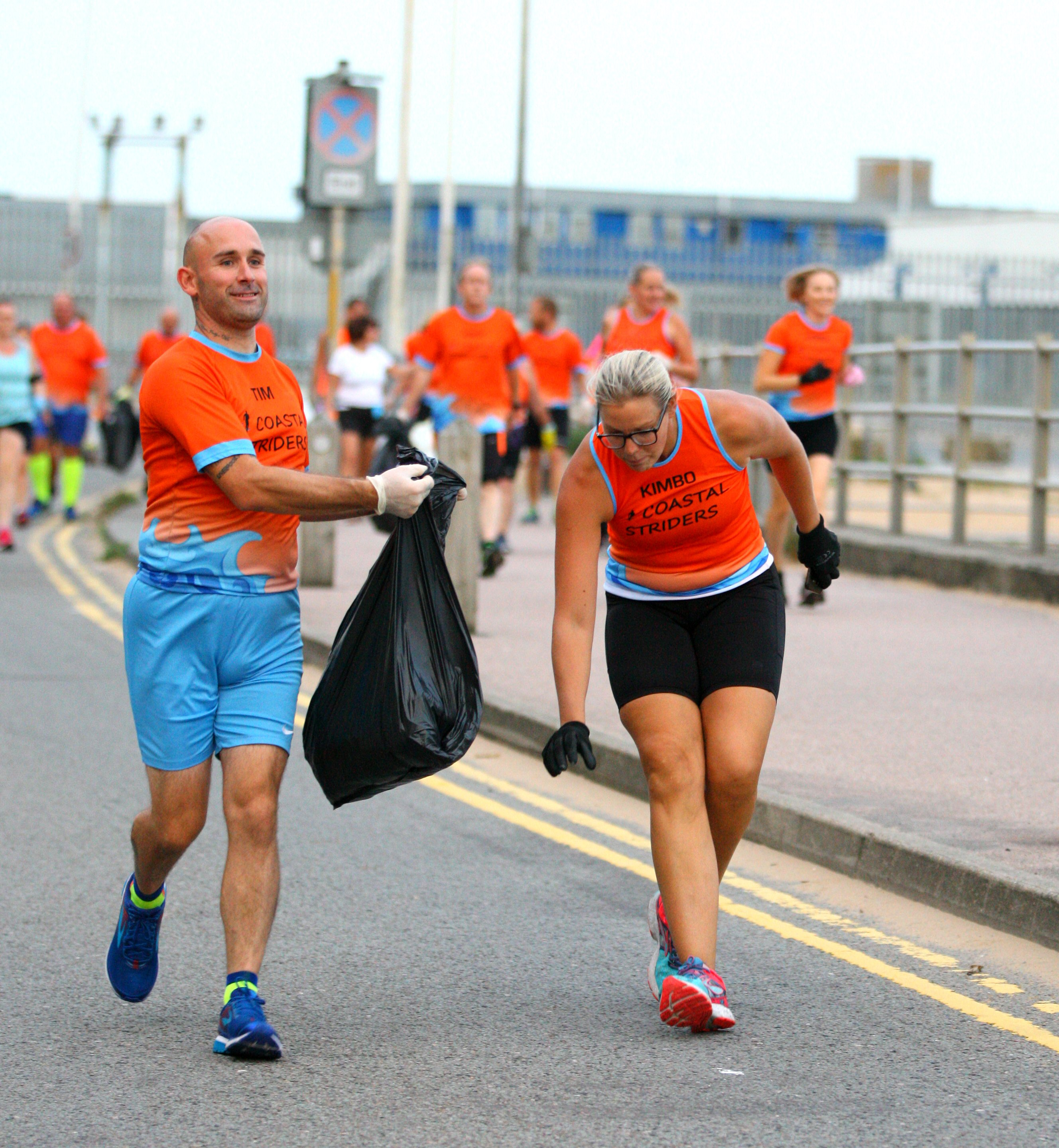
Mujer inclinada para recoger la basura mientras un hombre trota junto con una bolsa de basura en un evento de plogging en Kent, Inglaterra

El plogging es una combinación de trotar con recoger basura abandonada (en sueco: plocka upp). Comenzó en Suecia como actividad organizada alrededor del año 2016 y se extendió a otros países en 2018 debido a la creciente preocupación por la contaminación plástica. Como entrenamiento proporciona una variación en los movimientos del cuerpo al agregar flexiones y sentadillas a la acción de caminar, trotar o correr.

## Historia
Erik Ahlström inició el plogging en la capital sueca, Estocolmo, cuando se mudó allí desde la estación de esquí de Åre. Creó el sitio web «Plogga» para organizar esta actividad y alentar su práctica.

## Ejemplos e iniciativas

### Bélgica
En Verviers, con el evento Se remuer pour Verviers (et ses alentours), se organizó un primer plogging el domingo 20 de enero de 2019, en colaboración con el movimiento ciudadano de educación ambiental «Detritus Stop». Todos los meses, como parte de la operación «1 hora por mi ciudad», ofrece recogidas de basura con la participación de ciudadanos voluntarios y apoyo logístico de la Región Valona y la ciudad de Verviers.

### Canadá
La primera carrera de recojo de residuos canadiense se organizó en Montreal desde el 22 de abril de 2018, a cargo de asociación de Quebec. Zéro Déchets.

### Estados Unidos
La organización Keep America Beautiful se encuentra actualmente promoviendo el plogging entre sus afiliados, con programas como Trashercize en Tennessee. En Nueva York, un grupo del sitio Meetup, Plogging NYC, tenía alrededor de 100 miembros en 2018, con eventos en cuatro distritos. En 2018 en Indianápolis, el «Proyecto Noviembre» (November Project) y la filial local de Keep America Beautiful organizaron un "Verano de Plogging".

### India
En la India, una asociación sin fines de lucro llamada Go Plog! ha recolectado 16 toneladas de desechos secos en Kolar (a 68 kilómetros de Bangalore) a través del plogging. Organizan un evento cada mes en donde participan desde estudiantes hasta altos funcionarios de la administración local, con el fin de difundir la conciencia de un mundo sin plásticos.
El primer ministro indio, Narendra Modi, se comprometió a predicar con el ejemplo de su Misión India Limpia (Swachh Bharat Abhiyan) para limpiar la India.

### Cuba
Cuba se suma activamente a esta práctica con la convocatoria de la I Carrera Plogging en la Isla este 2021, por parte del Club Cuban Trail Team quienes han anunciado que se desarrollará el 5 de junio en saludo al Día Mundial del Medio Ambiente. La iniciativa se mueve bajo el eslogan de «El mundo cambia si tu cambias, ¡súmate para tener un mundo mejor!»

### Colombia
En Colombia, La organización Plogging Colombia desde el 2018 promueve la construcción y fortalecimiento de comunidades más sanas y sostenibles a través del plogging involucrando el deporte, la cultura ciudadana y la educación ambiental realizando jornadas de plogging una vez al mes y generando diferentes espacios y programas de educación ambiental experiencial.
Plogging Colombia considera que "la prioridad es cuidar el cuerpo para así después desarrollar hábitos de consumo que puedan mitigar los efectos que los seres humanos causamos al medio ambiente. Por eso en sus redes sociales se encuentran construyendo programas de cuidado personal y del medio ambiente, los cuales esperan se vean reflejados en las pequeñas acciones que cada persona puede realizar para cuidar el planeta"